# Cinq villes du Danube
Les cinq villes du Danube (en allemand : fünf Donaustädte) étaient un territoire du Saint-Empire romain germanique.
Les cinq villes étaient :
- Munderkingen, sur le Danube ;
- Waldsee (aujourd'hui, Bad Waldsee), enclavé dans le comté de Waldbourg ;
- Saulgau (aujourd'hui, Bad Saulgau), sur la Schwarzach ;
- Riedlingen, sur le Danube ;
- Mengen, près du Danube.

Elles faisaient partie de la Souabe autrichienne, possession de la maison de Habsbourg, et constituaient une des subdivisions de l'Autriche antérieure. En 1806, elles sont rattachées au royaume de Wurtemberg.